# Thierry Sandre
Thierry Sandre, nato con il nome Jean-Joseph Auguste Moulié (Bayonne, 9 maggio 1891 – Bouchemaine, 11 ottobre 1950), è stato uno scrittore, poeta e saggista francese.

## Biografia
Conosciuto anche con lo pseudonimo "Jean Dumoulin", fu uno studioso della letteratura francese del XVI secolo. Poeta e romanziere, a lui si devono traduzioni dal greco, dal latino e dall'arabo. La traduzione di Ero e Leandro di Museo Grammatico gli valse il premio Catulle Mendès.
Combattente della prima guerra mondiale, trascorse gran parte del conflitto in carcere in Germania. Nel 1919, fu tra i fondatori della Associazione scrittori combattenti, in cui rivestì la carica di presidente.  Dall'ottobre 1921 curò la pubblicazione di una antologia degli scrittori morti in guerra, in cinque volumi.
Pubblicò volumi di versi e numerosi romanzi, e nel 1924 conquistò il Prix Goncourt con la trilogia Le Chèvrefeuille, le Purgatoire, le Chapitre XIII.
Nel 1936, si fece terziario domenicano. Nel 1940 riprese il servizio militare, ma fu fatto nuovamente prigioniero, prima di essere rilasciato nel 1941.
Membro di Ordre nouveau, a causa di due libri, pubblicati nel 1942 e nel 1943, fu iscritto nelle liste di proscrizione al termine della guerra.

## Opere
(elenco parziale)
- Le Tombeau de Renée Vivien (1910)
- Les Poésies de Makoko Kangourou (1910) (en collaboration avec Marcel Ormoy)
- Le Fer et la Flamme (1919)
- Apologie pour les nouveaux riches (1920)
- Fleurs du désert (1921)
- Apologie pour les nouveaux riches (1921)
- Les Épigrammes de Rufin (1922)
- Le Livre des baisers (1922)
- Sulpicia, Tablettes d'une amoureuse (1922)
- Joachim du Bellay, les amours de Faustine (1923)
- Mienne (1923)
- Le Chèvrefeuille (1924) (Prix Goncourt 1924)
- Panouille (1924)
- Mousseline (1924)
- Le Chapitre treize d’Athénée (1924)
- La Touchante Aventure de Héro et Léandre (1924)
- L'Histoire merveilleuse de Robert le Diable (1925)
- Ruffi, les épigrammes d'amour (1925)
- Le Purgatoire (1925)
- Cocagne (1926 et 1927)
- Le Visage de la France : Gascogne, Guyenne, Côte d’Argent, Pyrénées, Béarn, Côte basque (1927) (en collaboration avec Pierre Benoît).
- Les Yeux fermés (1928)
- Monsieur Jules (1932)
- Le Corsaire Pellot qui courut pour le roi, pour la république et pour l'empereur et qui était Basque (1932)
- La Chartreuse de Bosserville (1941)
- Crux, récit scénique de la Passion (1941)
- I.N.R.I., la vie de Notre Seigneur Jésus Christ (1942)
- Calendrier du désastre d'après les documents allemands (1942)
- Lettre sans humour à sa Majesté la reine d'Angleterre (1943).

### Traduzioni in italiano
- Il cameriere gentiluomo, traduzione di Aldo Gabrielli, illustrazioni di Alberto Bianchi, Milano, Mondadori, 1933.
- Panouille, traduzione di Gioacchino Sartorelli, Cernobbio, Archivio Cattaneo, 2021